# غطاس أسود الرقبة

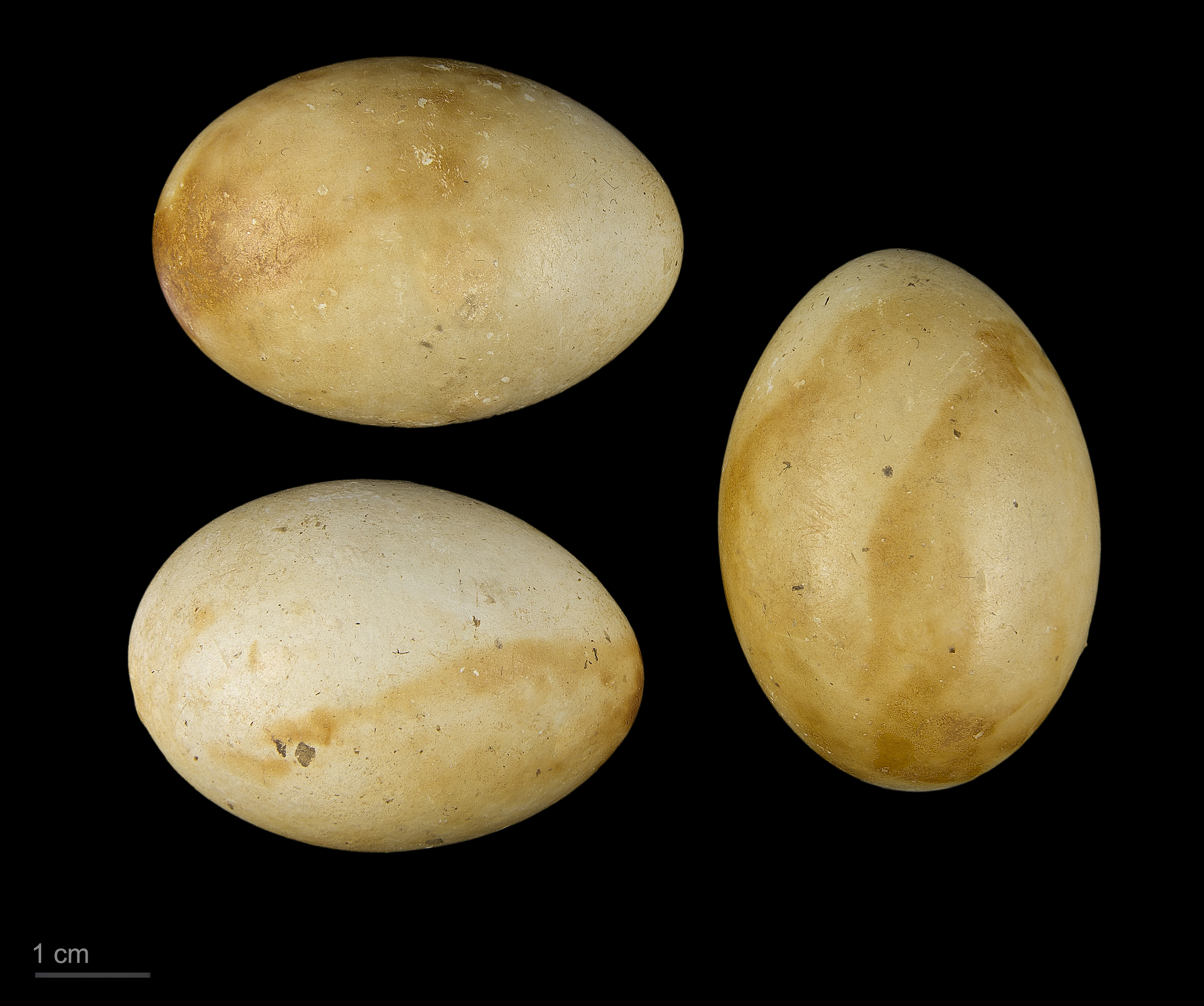
Podiceps nigricollis

غطاس أسود الرقبة (الاسم العلمي: Podiceps nigricollis) (بالإنجليزية: Black-necked Grebe)‏ هو نوع من الطيور يتبع جنس الغطاس من الفصيلة الغطاسية.